# Internazionali di Francia 1952
Gli Internazionali di Francia 1952 (conosciuti oggi come Open di Francia o Roland Garros) sono stati la 51ª edizione degli Internazionali di Francia di tennis. Si sono svolti sui campi in terra rossa dello Stade Roland Garros di Parigi in Francia.
Il singolare maschile è stato vinto da Jaroslav Drobný, che si è imposto su Frank Sedgman in quattro set col punteggio di 6–2, 6–0, 3–6, 6–4. Il singolare femminile è stato vinto da Doris Hart, che ha battuto in due set Shirley Fry. Nel doppio maschile si sono imposti Ken McGregor e Frank Sedgman. Nel doppio femminile hanno trionfato Doris Hart e Shirley Fry. Nel doppio misto la vittoria è andata a Doris Hart in coppia con Frank Sedgman.

## Seniors

### Singolare maschile
Jaroslav Drobný ha battuto in finale  Frank Sedgman con il punteggio di 6–2, 6–0, 3–6, 6–4.

### Singolare femminile
Doris Hart ha battuto in finale  Shirley Fry con il punteggio di 6–4, 6–4.

### Doppio maschile
Ken McGregor /  Frank Sedgman hanno battuto in finale  Gardnar Mulloy /  Dick Savitt con il punteggio di 6–3, 6–4, 6–4.

### Doppio Femminile
Doris Hart /  Shirley Fry hanno battuto in finale  Hazel Redick-Smith /  Julia Wipplinger con il punteggio di 7–5, 6–1.

### Doppio Misto
Doris Hart /  Frank Sedgman hanno battuto in finale  Shirley Fry /  Eric Sturgess con il punteggio di 6–8, 6–3, 6–3.